# پادینا (کوواچیتسا)
پادینا (به صربی: Padina) یک منطقهٔ مسکونی در صربستان است که در Kovačica Municipality واقع شده‌است. پادینا ۵٬۷۶۰ نفر جمعیت دارد و ۱۰۵ متر بالاتر از سطح دریا واقع شده‌است.